# Emotional hardcore
L'emotional hardcore (o early emo) è considerato la prima forma di musica emo, sorta verso la metà anni ottanta attorno all'area di Washington. Gruppi cardine di questa ondata musicale sono Embrace, Rites of Spring, Jawbreaker, Samiam.

## Storia
Nel 1985, a Washington, Ian MacKaye e Guy Picciotto, veterani della scena hardcore locale, decisero di prendere la distanza dalla crescente "violenza musicale" dei gruppi componenti il loro contesto musicale. Decisero di portare la propria musica su un livello più personale, abbracciando la sperimentazione e dando vita a due distinti gruppi: gli Embrace di MacKaye e i Rites of Spring di Picciotto. Il nuovo sound era il risultato di un crescente spirito di sperimentazione ed innovazione musicale e l'estate del 1985 viene tuttora ricordata nella scena musicale con il nome di "Revolution Summer".
In breve tempo, il neonato stile influenzò molti gruppi (in particolare Moss Icon, Nation of Ulysses, Dag Nasty, Shudder To Think, Fire Party, Marginal Man e Gray Matter) molti dei quali incisero i propri dischi per l'etichetta indipendente di Ian MacKaye, la Dischord Records). L'ondata iniziale del DC emo terminò nel tardo 1994 con lo scioglimento degli Hoover.
L'origine del termine emo è ancora incerta, tuttavia i membri dei Rites of Spring lo utilizzarono nel 1985 in una intervista al Flipside Magazine, riferendo che numerosi fans avevano iniziato ad utilizzare tale termine per descrivere la loro musica.
Anche altre scene svilupparono un sound simile a quello di Washington. Nei primi anni novanta a San Diego, la Gravity Records realizzò diversi dischi hardcore emo. Le band più significative di quella scena furono Heroin, Indian Summer, Angel Hair, Antioch Arrow e Mohinder.
Contemporaneamente, anche a New York e nel New Jersey, band come Native Nod, Merel, 1.6 Band, Rye Coalition e Quicksand stavano percorrendo la stessa direzione. Molte di queste band si "riunirono" ideologicamente nella scena dei club ABC No Rio e CBGB. Molte di queste prime forme di musica emo, in particolare la scena di San Diego, iniziarono ad evolvere verso territori più caotici ed aggressivi, dando origine allo screamo.
In gran parte, il lato più hardcore dell'emo iniziò a dissolversi con lo scioglimento di molte delle band citate. Nonostante ciò, tuttora alcune band come Circle Takes the Square, Hot Cross, City of Caterpillar, Funeral Diner e A Day in Black and White continuano a riflettere lo stile emo originario.
Nel frattempo, dallo scioglimento degli Embrace e dei Rites of Spring nascevano i Fugazi che sebbene non si siano mai definiti emo, hanno esercitato una grossa influenza sulla seconda ondata. La band post-hardcore di MacKaye e Picciotto è infatti citata come ispiratrice di molti gruppi di grande importanza nella "seconda ondata" emo, come Sunny Day Real Estate, Braid e Jimmy Eat World.

## Caratteristiche e significato

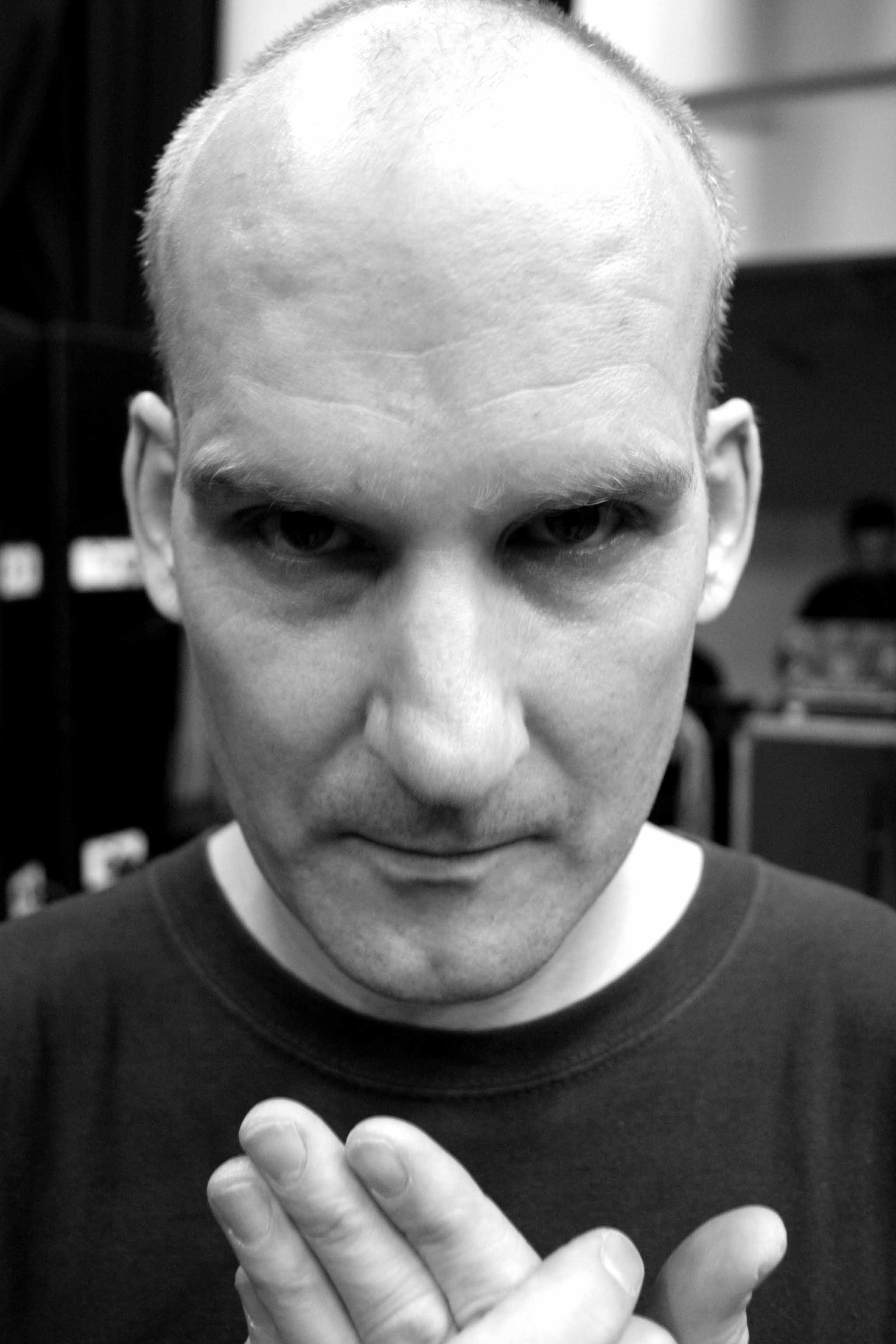
Ian MacKaye, fondatore degli Embrace, una delle prime band emo.

Il primo emo (emotional hardcore) vide lo sviluppo negli anni ottanta all'interno della scena hardcore punk di Washington, quando alcune di queste band vollero distaccarsi dalle sonorità tradizionali dell'hardcore classico. Questo portò all'esplosione di un'epoca di esplorazioni e sperimentazioni sia musicalmente che liricamente. Queste prime band emo presero in prestito le strutture dei gruppi hardcore predecessori e sperimentarono un nuovo tipo di sound. I testi erano spesso interospettivi ed emozionali, e la musica più melodica, meno strutturata e non convenzionale, evitando la classica strofa-ritornello-strofa delle prime band hardcore.
In tempi più recenti, il termine emo è stato utilizzato dalla scena musicale mainstream, per descrivere molte band che combinavano l'hardcore e l'indie rock, incentrandosi su tematiche emozionali (e spesso deprimenti) nei loro testi. Queste sono differenti dalle prime band emo, e per i quali talvolta il termine nei loro confronti è usato impropriamente. Tuttavia questi gruppi più recenti ignorano questo fatto. Dato lo sviluppo di nuove forme di musica emo nel corso degli anni, si è scelto di utilizzare etichette più specifiche per definire i suoi distinti sottogeneri. Ad esempio la prima forma di emo è stata appunto denominata "emotional hardcore", mentre le forme di emo più recenti e spiccatamente commerciali sono state definite emo-pop.